# Reisbrandpilz
Der Reisbrandpilz (Pyricularia oryzae, syn. Magnaporthe oryzae) ist ein Schlauchpilz, der als Pflanzenpathogen vor allem Reispflanzen befällt. Neben dem namensgebenden Reis befällt der Reisbrandpilz auch andere landwirtschaftlich bedeutende Getreidepflanzen, darunter Weizen, Roggen, Gerste und Perlhirse. Die jährlichen Ernteverluste durch den Pilz sind erheblich, es wird angenommen, dass die Menge ausreichen würde, um 60 Millionen Menschen zu ernähren. Der Reisbrandpilz tritt weltweit in 85 Ländern auf.

## Befall und Merkmale

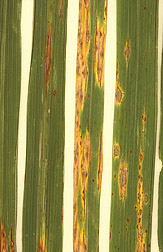
Pyricularia oryzae-Befall auf Reis

Der Reisbrandpilz befällt diverse Arten der Familie Süßgräser (Poaceae). Neben dem namensgebenden Reis gehören dazu auch Weizen, wo er den Weizenbrand auslöst, ferner , Roggen, Gerste und Perlhirse. Er hat auch als Wirte Eragrostis curvula, Eleusine coracana, Deutsches Weidelgras (Lolium perenne), Borstenhirsen (Setaria spp.), aber er kommt im Unterschied zur sehr ähnlichen Pyricularia grisea nicht auf Fingerhirsen (Digitaria spp.) vor. Wie alle Pyricularia-Arten besitzen sie birnenförmige Konidien.
Neben vielen Polymorphismen in jeder der drei Genloki resultieren die Polymorphismen im β-Tubulin-Gen an den Positionen 160 und 161 bei einer Amplifikation mit den Primern Btla und Btlb in einen Zusatz einer Hpa II Restriktionsstelle. Bei einer PCR-Amplifikation gefolgt von einem Restriktionsverdau mit Hpa II bekommt man zwei DNA-Fragmente, eines mit 188 Basenpaaren und eines mit 362 Basenpaaren.

## Varianten und Befall
Reisbrand wurde bei den Reisvarianten M-201, M-202, M-204, M-205, M-103, M-104, S-102, L-204 und Calmochi-101 beobachtet, wobei M-201 am empfindlichsten gegen die Krankheit ist. Frühe Symptome bestehen in weißen bis grauen Flecken und Läsionen mit dunkleren Rändern, die sich im weiteren Verlauf zu Nekrosen entwickeln können. Durch Ausbreitung und Zusammenlaufen von Läsionen können ganze Blätter absterben. Verfärbungen und Nekrosen treten an allen oberirdischen Pflanzenteilen auf. Die Krankheit verhindert daneben die Samenreifung der befallenen Pflanzen und beeinträchtigt so deren Fortpflanzung.

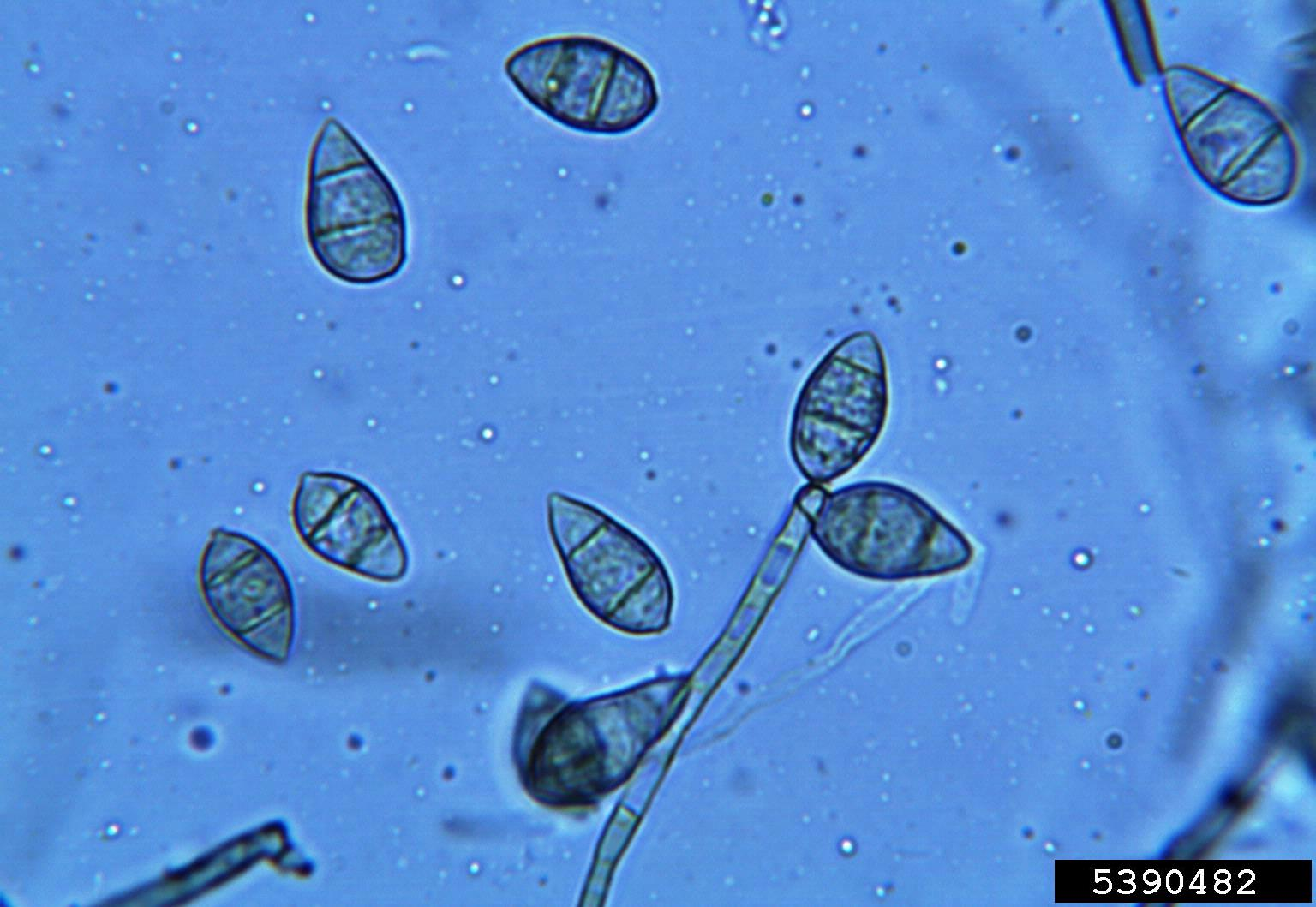
Sporen von Magnaporthe grisea

Der Befall erfolgt zunächst über Sporen. Um in befallene Pflanzen einzudringen kommen Appressoria zum Einsatz, die mit enormem osmotischem Druck (bis zu 80 bar) durch die Blattoberfläche getrieben werden. Die Appressoria sind mit Melanin gefüllt und  ihre Zellwand ist durch Chitin verstärkt. Der Druck wird durch die Bildung von Glycerin im Zusammenspiel mit dem vorgenannten Melanin aufgebaut. Er konnte in einem experimentellen Aufbau auch Kevlar durchdringen. Zwischen Zellen dringt der Pilz mittels Hyphen vor, die die Plasmodesma durchdringen können. In den befallenen Pflanzen werden wiederum Sporen gebildet, die eine Weiterverbreitung ermöglichen. Unter vorteilhaften Bedingungen kann ein kompletter Lebenszyklus in einer Woche durchlaufen werden. Läsionen bilden sich etwa drei bis vier Tage nach der Infektion. Eine einzelne Läsion kann innerhalb einer Nacht tausende Sporen bilden. Die Freisetzung von Sporen kann über zwanzig Tage lang anhalten.
Bei Befall bilden Reispflanzen Jasmonsäure, die Biosynthesewege aktiviert, die für die Verteidigung wichtig sind und zur Akkumulation von Methyljasmonat führt. M. grisea bildet wiederum ein oxidierendes Enzym, das diese Akkumulation verhindert.

## Verbreitung und Umgebungseinflüsse
Im Februar 2016 kam es zu einer schweren Epidemie an Weizen in Bangladesh. Eine Genanalyse zeigte, dass es sich um einen Stamm handelt, der ursprünglich in Minas Gerais und einigen anderen Bundesstaaten Brasiliens vorkommt. Dadurch konnten Erfahrungen von dort weiterverwendet werden.
Die Sporenbildung nimmt bei höherer Luftfeuchtigkeit zu; 25–28 °C ist die optimale Temperatur für die Vermehrung und Verbreitung. Starke Nutzung von Stickstoffdüngern sowie Trockenstress erhöhen die Anfälligkeit von Reispflanzen. Das Fluten und Entwässern der Felder ist im Reisanbau Standard, allerdings ist es nachteilig, wenn die Felder längere Zeit trockenliegen, da so mehr Sauerstoff in den Boden gelangt und Ammonium zu Nitrat oxidiert, was wiederum ein Stressfaktor für Reispflanzen ist.

## Bedeutung und Maßnahmen
Reisbrand ist die bedeutendste Krankheit an Reispflanzen. Da Reis für die Menschen in mehreren Weltregionen Grundnahrungsmittel ist, ergeben sich entsprechende Folgen. Die Krankheit wurde in über 85 Ländern nachgewiesen, seit 1996 in den USA. In Regionen, in denen Reis angebaut wird, ist die Krankheit dauerhaft präsent, es ist noch nie gelungen, sie in einer Region auszurotten. Die jährlichen Ernteverluste durch den Pilz sind erheblich, es wird angenommen, dass die Menge ausreichen würde, um 60 Millionen Menschen zu ernähren. Stand 2003 war M. grisea das bedeutendste pilzliche Pflanzenpathogen weltweit.

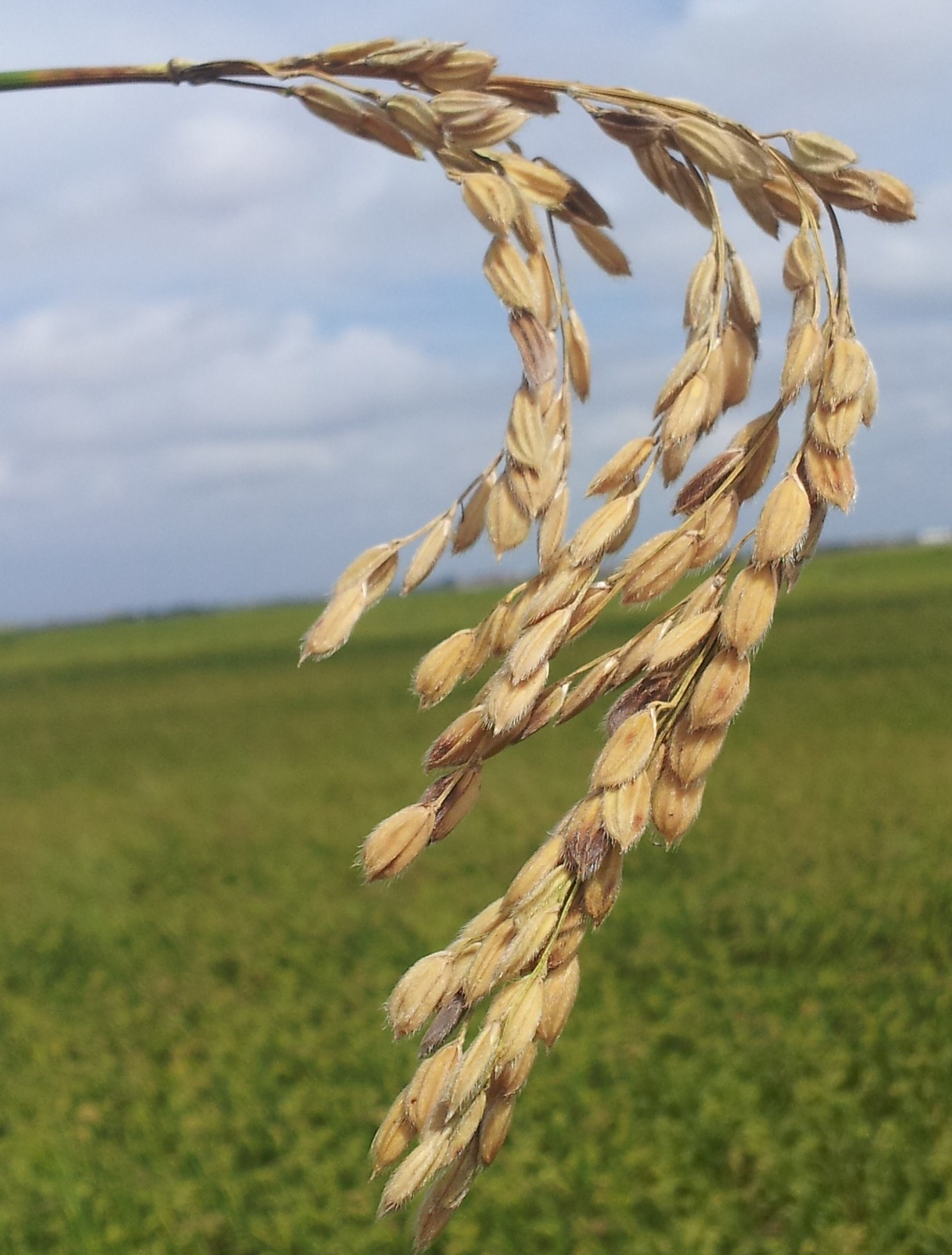
Reis-Ähre

Gegenmaßnahmen gegen Befall mit M. grisea und Ernteverluste sind einerseits Fungizide, andererseits die Züchtung resistenter Genvarianten von Reispflanzen. Allerdings bilden sich auch immer neue Genvarianten von M. grisea, die Fungizid-Resistenzen ausbilden oder Resistenzen von Reispflanzen umgehen können. Um dies zu vermeiden, wird die Kombination mehrerer Methoden vorgeschlagen. Beispielsweise sollte nicht nur auf chemische Bekämpfung gesetzt werden, um Resistenzen zu vermeiden. Weitere Vorschläge sind das Entfernen von Pflanzenresten nach der Ernte, um eine Überwinterung zu erschweren und Änderungen in der Bewässerung, da hohe Feuchtigkeit für den Pilz essentiell ist. Kontrollierte Bewässerung kann die Mobilität von Sporen reduzieren und so die Infektionsgefahr reduzieren. Die Substanz Carpropamid schützt Reispflanzen, indem es das Eindringen der Appressoria verhindert. In einer In-vitro-Studie aus dem Jahr 2015 wurde gezeigt, dass ätherische Öle von Oregano und Rosmarin gegen M. grisea wirken.
Genvarianten des Reisbrandpilzes können durch Sequenzierung bestimmt werden. In einer Arbeit aus dem Jahr 2020 wurden entsprechende Genmarker beschrieben, die mittels PCR oder loop-mediated isothermal amplification (LAMP) ermittelt werden können. Experimentelle Fungizide werden ausgehend von Small-RNAs und Peptiden entwickelt. SNP-D4 ist ein Peptid, das durch In-vitro-Screening entdeckt wurde, an das Calmodulin von M. grisea bindet und die Sporenentwicklung hemmt.

## Varianten und Genetik
Das Genom von Magnaporthe grisea wurde sequenziert. Drei Genvarianten, albino (mit einer Mutation am ALB1-Genlocus), buff (BUF1) und rosy (RSY1) wurden ausführlich untersucht, da sie nicht pathogen sind. Der Grund ist die Abwesenheit von Melanin. Eine Proteinkinase, pmk1, aus M. grisea ist eng verwandt mit einer, die bei Hefepilzen für die Fortpflanzung notwendig ist. Hefen, denen die entsprechenden Gene fehlten wurden wieder fortpflanzungsfähig, wenn sie das Gen für pmk1 erhielten. Daher wurde angenommen, dass pmk1 bei M. grisea auch für die Fortpflanzung wichtig ist. Allerdings zeigte sich, dass die Kinase auch für die Funktionalität der Appressoria und damit für Pathogenität essentiell ist.
Die Transaminase Alanin-Glyoxylate-Aminotransferase1 (AGt1) ist ebenfalls essentiell für die Pathogenität und ist verantwortlich für die Redox-Homöostase in den Peroxisomen. Lipide, die während des Eindringens in Wirtszellen in Appressoria transportiert werden, werden in einer Vakuole zu Fettsäuren abgebaut. Die β-Oxidation von Fettsäuren erzeugt Energie sowie Acetyl-CoA sowie FADH und NADH, welche zum Beibehalten der Redox-Homöostase notwendig sind. Mutanten von M. grisea, denen AGT1 fehlt, sind nicht pathogen, da sie nicht in Wirtszellen eindringen können. Dies wird auf Probleme bei der Verwertung von Lipiden zurückgeführt.

## Systematik und Taxonomie
Lange Zeit gehörten der Reisbrandpilz zur Sammelart von Pyricularia grisea bzw. zu deren Hauptfruchtform Magnaporthe grisea. Pyricularia grisea wurde schon 1880 von Pier Andrea Saccardo erstbeschrieben, war aber bis 2002 eine Kryptospezies, bei der zwei genetisch verschiedene Spezies gehörten, die sich nicht gemeinsam fortpflanzen können. Pilze, die aus Pflanzen der Gattung Fingerhirsen (Digitaria) isoliert wurden, wurden als Magnaporthe grisea im engeren Sinne bezeichnet, und Magnaporthe oryzae wurde 2005 als eigene Art beschrieben. Der Reisbrandpilz pflanzt sich vor allem ungeschlechtlich fort, allerdings kommt auch geschlechtliche Fortpflanzung vor und sorgt für einen vielfältigeren Genpool. Pyricularia oryzae wurde 1891 von Fridiano Cavara erstbeschrieben. Magnaporthe oryzae als Hauptfruchtform erst wie bereits erwähnt erst 2002 von Brett C. Couch.
 Da aber nicht mehr zwischen Haupt- und Nebenfruchtform unterschieden wird und Pyricularia oryzae der bekanntere Name ist, gilt nur noch letzterer.